# 法国省会及大区首府

法国各省省会位置

在法国，“préfecture”（法語發音：[pʁefɛktyʁ] ⓘ）一词指省的行政中心，即省会；亦指大区的行政中心，即大区首府。 
此外，省及大区政府办公楼也称为“préfecture”。 
在法国这个单一制国家中，省会及大区首府由法国内政部所辖。省的最高行政官员是省长，大区的最高行政官员是大区区长（法语均为“préfet”）。 
省会是拿破仑·波拿巴执政时设立的机构，一直存在至今。

## 另見
- 法国省长及大区区长
- 副省会